# Малий ракетний корабель

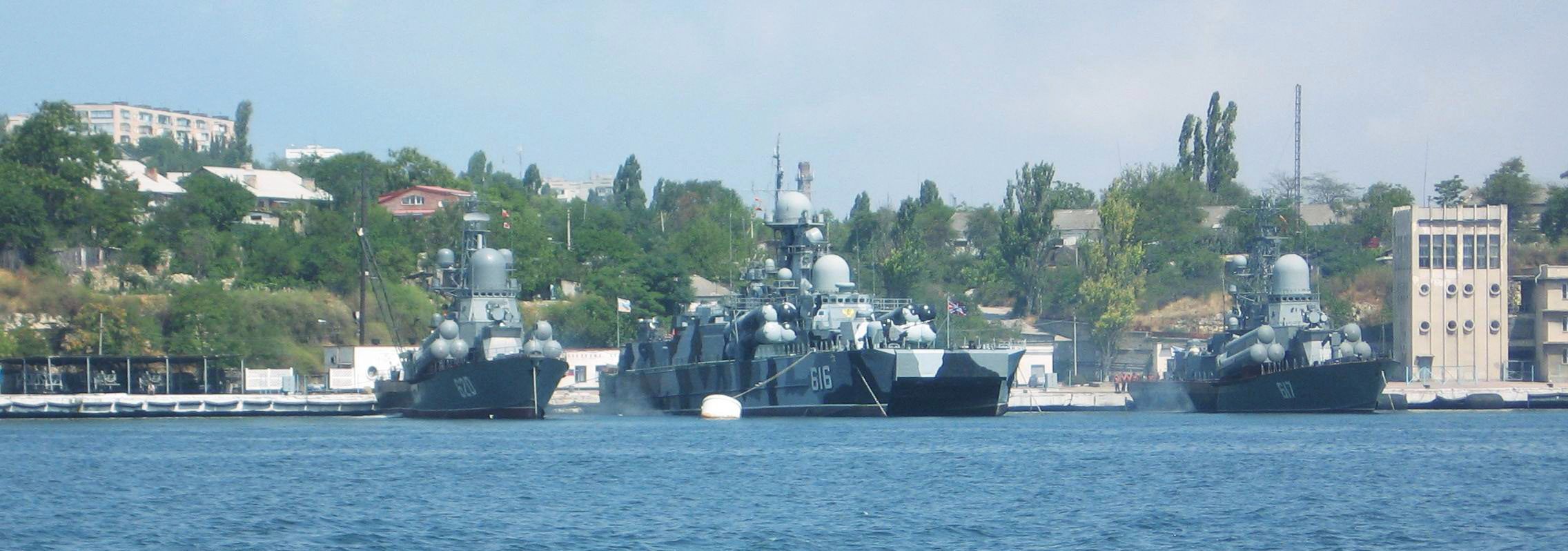
Ліворуч і праворуч: малі ракетні кораблі проєкту 1234.1 («Штиль» і «Міраж»), у центрі: і малий ракетний корабель на повітряній подушці проєкту 1239 («Самум») біля одного з причалів Північної бухти Севастополя.

Малий ракетний корабель (скорочено МРК) — підклас ракетних кораблів у радянській військово-морській класифікації. Займає проміжне положення між ракетним катером і великим ракетним кораблем. В країнах НАТО радянські МРК класифікуються як корвети.
Поява на рубежі 1960-х—1970-х років класу малих ракетних кораблів було обумовлено недоліками радянських ракетних катерів проєктів 183-Р, 205 та 206-МР, а саме їх слабким артилерійським озброєнням, відсутністю на них зенітного ракетного комплексу самооборони і незадовільною мореплавністю.
Першою великою серією радянських малих ракетних кораблів стали малі ракетні кораблі проєкту 1234 (17 одиниць в базовому варіанті і 10 в експортному виконанні), за ними у 1978-1992 роках увійшла в дію серія з 19 МРК проєкту 1234.1 з посиленим артилерійським озброєнням і один корабель проєкту 1234.7 з посиленим протикорабельним озброєнням. У 1980-ті роки були також розроблені нові проєкти кораблів цього класу — МРК на повітряній подушці проєкту 1239 і МРК проєкту 1240.
На думку Ю. В. Апалькова, після введення до складу ВМФ СРСР великих ракетних катерів проєкту 1241 з 76-мм артилерійською установкою, практично однакові за своїми розмірами з малими ракетними кораблями проєкту 1234, два підкласи — малі ракетні кораблі і ракетні катери практично злилися в єдиний клас бойових кораблів.
У пострадянський період історія класу малих ракетних кораблів продовжується проєктами 21631 і 22800.